# Košljun
Koordinati:   45°01′38″N, 14°37′04″E
Košljun je majhen otoček, porasel z bujnim sredozemskim rastlinjem, ob jugozahodni obali Krka. Leži v Puntarski (Košljunski) dragi nasproti naselja Punat. Njegova površina meri 0,072 km². Dolžina obalnega pasu je 1,08 km.
Otoček je bil poseljen že v času Rimljanov. V 12. stoletju so ustanovili benediktinski samostan, ki pa je 1447 prešel v roke frančiškanov. Ti so v 16. stoletju benediktinski samostan podrli in na njegovem mestu postavili novega, od starega so ohranili kapelo sv. Bernarda. Samostanska cerkev je bila postavljena 1523. Danes je del samostana namenjen muzeju, v katerem hranijo zbirko narodnih noš z otoka Krka in redke primerke glagoljaških rokopisov.